# Eutresis
Eutresis (en grec, Εὔτρησις; en lineal B, e-u-te-re-u) és el nom d'una antiga ciutat grega de Beòcia.